# 曹卫星
曹卫星（1958年8月—），男，汉族，江苏通州人，中华人民共和国政治人物，中国民主同盟盟员。江苏农学院（现并入扬州大学）农学系农学专业毕业，南京农学院农学系作物栽培专业硕士、美国俄勒冈州立大学作物科学专业博士研究生学历。

## 生平
1978年2月江苏农学院（现为扬州大学）农学系农学专业学习。1982年2月南京农学院农学系作物栽培专业硕士研究生。1985年3月参加工作，任南京农学院农学系助教。1985年9月美国俄勒冈州立大学作物科学专业博士研究生、助理研究员。1989年3月美国威斯康辛大学作物生理生态方向博士后副研究员、研究科学家。
1994年3月，任南京农业大学农学系副教授。1994年4月，任南京农业大学农学系教授（1994年11月博士生导师）。1996年3月，任南京农业大学农学系副主任。1997年12月，任南京农业大学校长助理、农学系副主任。1998年4月，任南京农业大学校长助理、农学系主任。2001年1月，任南京农业大学校长助理、农学院院长，民盟江苏省委副主委。2001年11月，任南京农业大学副校长，民盟江苏省委副主委。2002年6月，任民盟江苏省委主委，南京农业大学副校长。2002年12月，任民盟中央常委、江苏省委主委，南京农业大学副校长。2003年2月，任民盟中央常委、江苏省委主委，江苏省政协副主席，南京农业大学副校长。2009年1月，任江苏省人民政府副省长，民盟中央常委、江苏省委主委。
2016年3月，任中华人民共和国国土资源部副部长。10月，辞去民盟江苏省委主委职务。2018年1月，当选第十三届全国政协委员，同年4月出任改组后的自然资源部副部长。
2021年1月22日，第八届欧美同学会（中国留学人员联谊会）第一次全国会员代表大会召开，大会选举其担任第八届理事会副会长。